# Elitloppet 2003
Elitloppet 2003 var den 52:a upplagan av Elitloppet, som gick av stapeln söndagen den 25 maj 2003 på Solvalla i Stockholm. Finalen vanns av den svenske hästen From Above, körd av Örjan Kihlström och tränad av Stefan Hultman. Detta var både Kihlströms och Hultmans första Elitloppsseger i karriären. From Above åstadkom en sällsynt trippel, då han vann Svenskt Trav-Kriterium, Svenskt Travderby och Elitloppet inom loppet av tre år.
På förhand såg det ut som att någon av hästarna Victory Tilly, Gidde Palema och Scarlet Knight skulle ta hem segern. Victory Tilly och Scarlet Knight var båda spelade under två gånger pengarna i sina kvalheat.

## Upplägg och genomförande
Elitloppet är ett inbjudningslopp och varje år bjuds 16 hästar som utmärkt sig in till Elitloppet. Hästarna lottas in i två kvalheat, och de fyra bästa i varje försök går vidare till finalen som sker 2–3 timmar senare samma dag. Desto bättre placering i kvalheatet, desto tidigare får hästens tränare välja startspår inför finalen. Samtliga tre lopp travas sedan 1965 över sprinterdistansen 1 609 meter (engelska milen) med autostart (bilstart). I Elitloppet 2003 var förstapris i finalen 2 miljoner kronor, och 250 000 kronor i respektive kvalheat.

## Kvalheat 1
| P | S | Häst               | Kusk              | Tränare           | Land          | Odds   | Tid    |
| - | - | ------------------ | ----------------- | ----------------- | ------------- | ------ | ------ |
| 1 | 5 | Scarlet Knight     | Stefan Melander   | Stefan Melander   | Sverige       | 1,86   | 1.10,0 |
| 2 | 3 | Gidde Palema       | Åke Svanstedt     | Åke Svanstedt     | Sverige       | 2,90   | 1.10,0 |
| 3 | 8 | Revenue            | Lutfi Kolgjini    | Lutfi Kolgjini    | Sverige       | 42,20  | 1.10,0 |
| 4 | 1 | Freiherr As        | Thomas Panschow   | Arnold Mollema    | Nederländerna | 154,20 | 1.10,2 |
| 0 | 4 | Energetic          | Örjan Kihlström   | Stefan Hultman    | Sverige       | 59,80  | 1.10,2 |
| 0 | 2 | Hilda Zonett       | Robert Bergh      | Robert Bergh      | Sverige       | 29,80  | 1.10,5 |
| 0 | 6 | Legendary Lover K. | Pietro Gubellini  | Éric Bondo        | Italien       | 26,00  | 1.10,5 |
| d | 7 | H.P.Paque          | Trond Smedshammer | Trond Smedshammer | USA           | 3,90   | uag    |

## Kvalheat 2
| P | S | Häst               | Kusk               | Tränare            | Land    | Odds  | Tid    |
| - | - | ------------------ | ------------------ | ------------------ | ------- | ----- | ------ |
| 1 | 4 | Victory Tilly      | Stig H. Johansson  | Stig H. Johansson  | Sverige | 1,29  | 1.11,2 |
| 2 | 6 | From Above         | Örjan Kihlström    | Stefan Hultman     | Sverige | 5,40  | 1.11,3 |
| 3 | 1 | Fräkke Frederik    | Preben Kjaersgaard | Preben Kjaersgaard | Danmark | 29,80 | 1.11,3 |
| 4 | 3 | Abano As           | Joseph Verbeeck    | Éric Bondo         | Italien | 6,80  | 1.11,5 |
| 0 | 5 | Super Photo Kosmos | Jorma Kontio       | Stefan Melander    | Sverige | 63,30 | 1.11,5 |
| 0 | 2 | Tout Ou Rien       | Lutfi Kolgjini     | Lutfi Kolgjini     | Sverige | 14,40 | 1.11,7 |
| d | 7 | Northern Bailey    | David Wall         | John Bax           | Kanada  | 48,40 | 7ag    |
| d | 8 | Hamster Dore       | Stephane Guelpa    | Stephane Guelpa    | Italien | 87,20 | 8ag    |

## Finalheat
| P | S | Häst            | Kusk               | Tränare            | Land          | Odds   | Tid      |
| - | - | --------------- | ------------------ | ------------------ | ------------- | ------ | -------- |
| 1 | 3 | From Above      | Örjan Kihlström    | Stefan Hultman     | Sverige       | 9,44   | 1.10,1   |
| 2 | 1 | Victory Tilly   | Stig H. Johansson  | Stig H. Johansson  | Sverige       | 2,20   | 1.10,2   |
| 3 | 2 | Scarlet Knight  | Stefan Melander    | Stefan Melander    | Sverige       | 2,30   | 1.10,2   |
| 4 | 8 | Abano As        | Joseph Verbeeck    | Éric Bondo         | Italien       | 39,10  | 1.10,2   |
| 5 | 5 | Revenue         | Lutfi Kolgjini     | Lutfi Kolgjini     | Sverige       | 30,00  | 1.11,1   |
| 0 | 4 | Gidde Palema    | Åke Svanstedt      | Åke Svanstedt      | Sverige       | 5,50   | 1.11,2ag |
| d | 6 | Fräkke Frederik | Preben Kjaersgaard | Preben Kjaersgaard | Danmark       | 57,60  | 7ag      |
| d | 7 | Freiherr As     | Thomas Panschow    | Arnold Mollema     | Nederländerna | 235,40 | uag      |